# Souper Ligka Ellada 2011-2012
La Souper Ligka Ellada 2011-2012 fu la 76ª edizione della massima serie del campionato di calcio greco disputata tra il 27 agosto 2011 e il 20 maggio 2012 e conclusa con la vittoria dell'Olympiakos Pireo, al suo trentanovesimo titolo e secondo consecutivo.

## Stagione

### Novità
Al termine della stagione 2010-2011 sono retrocesse le ultime tre classificate, Larissa, Panserraïkos e Iraklis. Quest'ultima è stata classificata all'ultimo posto a causa di debiti non pagati e ha perso la licenza per l'iscrizione alla Super League. Al loro posto sono state promosse Panetolikos e PAS Giannina, le prime due classificate della Football League, e l'OFI Creta, vincitrice dei play-off promozione.

Olympiakos Volos e Kavala sono poi state escluse dal campionato, a causa del loro coinvolgimento nello scandalo del calcio-scommesse. La decisione è stata confermata dopo il ricorso in appello e il 22 ottobre 2011, quasi due mesi dopo l'inizio del campionato, Doxa Dramas e Levadeiakos sono state ripescate al loro posto.

### Formula
Come nella stagione precedente le squadre partecipanti furono sedici e disputarono un girone di andata e ritorno per un totale di 30 partite.
Le ultime tre classificate furono retrocesse in Football League.
Il punteggio prevedeva tre punti per la vittoria, uno per il pareggio e nessuno per la sconfitta.
Le squadre ammesse alle coppe europee furono cinque: i campioni alla fase a gironi della UEFA Champions League 2012-2013 mentre per l'altro posto disponibile in Champions League e i tre per la UEFA Europa League 2012-2013 fu disputato un girone al quale parteciparono le squadre classificate dal secondo al quinto posto che giocarono un totale di sei partite. La vincitrice di questo girone si qualificò alla Champions League e le altre alla UEFA Europa League.

## Squadre partecipanti
| Club             | Città      | Stadio                        | Stagione precedente         |
| ---------------- | ---------- | ----------------------------- | --------------------------- |
| AEK Atene        | Atene      | Stadio Olimpico               | 3º posto                    |
| Arīs Salonicco   | Salonicco  | Stadio Kleanthis Vikelidis    | 6º posto                    |
| Asteras Tripolīs | Tripoli    | Stadio Theodōros Kolokotrōnīs | 13º posto                   |
| Atromītos        | Peristeri  | Stadio Peristeri              | 11º posto                   |
| Doxa Dramas      | Drama      | Stadio Doxa Drama             | 5º posto in Football League |
| Ergotelīs        | Candia     | Stadio Pankritio              | 8º posto                    |
| Kerkyra          | Corfù      | Stadio Kerkyra                | 12º posto                   |
| Levadeiakos      | Livadia    | Stadio Levadias               | 4º posto in Football League |
| OFI Creta        | Candia     | Stadio Yedi Kule              | 3º posto in Football League |
| Olympiacos       | Il Pireo   | Stadio Karaiskákis            | Campione                    |
| Panaitōlikos     | Agrinio    | Stadio Panetolikou            | 1º posto in Football League |
| Panathīnaïkos    | Atene      | Stadio Apostolos Nikolaidis   | 2º posto                    |
| Paniōnios        | Nea Smyrnī | Stadio di Nea Smyrnī          | 10º posto                   |
| PAOK             | Salonicco  | Stadio Toumba                 | 4º posto                    |
| PAS Giannina     | Giannina   | Stadio Zosimades              | 2º posto in Football League |
| Skoda Xanthī     | Xanthi     | Skoda Xanthi Arena            | 9º posto                    |

## Classifica
|  | Pos. | Squadra          | Pt | G  | V  | N  | P  | GF | GS | DR  |
|  | ---- | ---------------- | -- | -- | -- | -- | -- | -- | -- | --- |
|  | 1.   | Olympiacos       | 73 | 30 | 23 | 4  | 3  | 70 | 17 | +53 |
|  | 2.   | Panathīnaïkos    | 66 | 30 | 22 | 3  | 5  | 54 | 23 | +31 |
|  | 3.   | PAOK             | 50 | 30 | 14 | 8  | 8  | 45 | 27 | +18 |
|  | 4.   | Atromītos        | 50 | 30 | 13 | 11 | 6  | 32 | 26 | +6  |
|  | 5.   | AEK Atene        | 48 | 30 | 13 | 9  | 8  | 36 | 30 | +6  |
|  | 6.   | Asteras Tripolīs | 45 | 30 | 13 | 6  | 11 | 30 | 34 | -4  |
|  | 7.   | Levadeiakos      | 39 | 30 | 11 | 6  | 13 | 33 | 42 | -9  |
|  | 8.   | PAS Giannina     | 38 | 30 | 10 | 8  | 12 | 30 | 35 | -5  |
|  | 9.   | Arīs Salonicco   | 37 | 30 | 10 | 10 | 10 | 29 | 33 | -4  |
|  | 10.  | OFI Creta        | 37 | 30 | 10 | 7  | 13 | 27 | 32 | -5  |
|  | 11.  | Skoda Xanthī     | 36 | 30 | 10 | 6  | 14 | 31 | 35 | -4  |
|  | 12.  | Paniōnios        | 33 | 30 | 9  | 6  | 15 | 26 | 34 | -8  |
|  | 13.  | Kerkyra          | 32 | 30 | 8  | 8  | 14 | 31 | 44 | -13 |
|  | 14.  | Ergotelīs        | 29 | 30 | 7  | 8  | 15 | 27 | 44 | -17 |
|  | 15.  | Panaitōlikos     | 28 | 30 | 7  | 7  | 16 | 23 | 37 | -14 |
|  | 16.  | Doxa Dramas      | 17 | 30 | 4  | 5  | 21 | 11 | 42 | -31 |

Legenda:

      Campione di Grecia e ammesso alla UEFA Champions League
      Ammesso ai play-off
      Ammesso in seguito all'Europa League
      Retrocesso in Beta Ethniki
Note:

Tre punti a vittoria, uno a pareggio, zero a sconfitta.

### Risultati
|               | AEK  | Ari  | Ast  | Atr  | Dox  | Erg  | Ker  | Lev  | OFI  | Oly  | Pat  | Pai  | Pio  | PAO  | PAS  | Xan  |
| ------------- | ---- | ---- | ---- | ---- | ---- | ---- | ---- | ---- | ---- | ---- | ---- | ---- | ---- | ---- | ---- | ---- |
| AEK Atene     | –––– | 3-0  | 2-0  | 0-0  | 0-0  | 1-0  | 1-0  | 1-0  | 2-1  | 1-1  | 2-0  | 1-0  | 1-0  | 0-2  | 2-1  | 1-1  |
| Aris          | 1-0  | –––– | 0-3  | 0-1  | 2-0  | 1-1  | 1-1  | 2-1  | 1-0  | 2-3  | 3-1  | 0-0  | 4-2  | 1-1  | 1-0  | 0-0  |
| Asteras       | 1-1  | 1-0  | –––– | 0-0  | 1-0  | 3-0  | 0-0  | 0-1  | 2-2  | 2-0  | 0-2  | 1-0  | 2-0  | 1-0  | 2-1  | 1-1  |
| Atromitos     | 1-0  | 0-0  | 0-1  | –––– | 2-0  | 1-0  | 3-1  | 1-1  | 2-0  | 0-2  | 1-1  | 2-1  | 2-1  | 0-0  | 1-0  | 1-0  |
| Doxa          | 1-1  | 1-3  | 1-0  | 0-1  | –––– | 1-1  | 0-1  | 0-2  | 0-1  | 0-0  | 0-1  | 2-1  | 0-0  | 0-2  | 1-0  | 0-2  |
| Ergotelis     | 1-1  | 1-1  | 2-0  | 2-2  | 2-1  | –––– | 1-0  | 0-1  | 0-1  | 2-3  | 0-2  | 0-0  | 1-0  | 2-1  | 2-1  | 1-2  |
| Kerkyra       | 2-2  | 1-0  | 0-0  | 2-2  | 3-1  | 2-1  | –––– | 3-2  | 4-1  | 0-4  | 0-2  | 2-3  | 0-3  | 0-4  | 1-2  | 2-0  |
| Levadiakos    | 0-2  | 1-1  | 0-1  | 2-2  | 1-0  | 0-1  | 4-3  | –––– | 0-2  | 0-4  | 1-0  | 2-0  | 0-0  | 4-3  | 1-1  | 2-0  |
| OFI Creta     | 3-1  | 0-1  | 3-0  | 1-1  | 2-0  | 1-0  | 0-0  | 0-1  | –––– | 0-2  | 0-1  | 1-0  | 0-1  | 0-2  | 0-2  | 1-0  |
| Olympiakos    | 2-0  | 3-0  | 7-2  | 1-0  | 6-0  | 3-0  | 0-1  | 3-1  | 2-2  | –––– | 1-1  | 2-0  | 2-0  | 2-1  | 2-0  | 2-1  |
| Panathinaïkos | 3-2  | 1-0  | 3-1  | 1-0  | 1-0  | 4-0  | 1-0  | 3-0  | 3-1  | 0-3  | –––– | 4-0  | 3-0  | 0-2  | 3-1  | 3-0  |
| Panetolikos   | 0-2  | 5-1  | 1-0  | 1-1  | 0-2  | 2-0  | 1-1  | 0-2  | 1-0  | 0-1  | 1-1  | –––– | 0-1  | 1-1  | 2-2  | 2-0  |
| Panionios     | 0-1  | 2-1  | 2-0  | 1-2  | 2-0  | 2-2  | 2-0  | 2-0  | 1-3  | 0-3  | 1-2  | 1-0  | –––– | 1-2  | 0-0  | 1-1  |
| PAOK          | 3-0  | 0-0  | 2-3  | 3-1  | 2-0  | 2-1  | 0-0  | 3-1  | 0-0  | 0-2  | 1-3  | 3-0  | 1-0  | –––– | 1-2  | 1-0  |
| PAS Giannina  | 2-1  | 0-0  | 3-1  | 1-2  | 1-0  | 1-1  | 2-1  | 2-0  | 0-0  | 0-4  | 0-1  | 1-0  | 0-0  | 2-2  | –––– | 0-2  |
| Xanthi        | 3-4  | 0-2  | 0-1  | 3-0  | 1-0  | 4-2  | 1-0  | 1-1  | 3-1  | 1-0  | 2-3  | 0-1  | 1-0  | 0-0  | 1-2  | –––– |

### Play-off
Le squadre classificate dal secondo al quinto posto della stagione regolare si affrontarono in un girone di andata e ritorno. A ogni squadra è stato assegnato un bonus di punti calcolato sottraendo al totale della stagione regolare i punti ottenuti dalla quinta classificata. Il risultato è stato poi diviso per cinque e arrotondato al numero intero più vicino. Di conseguenza il Panathīnaïkos è partito con 4 punti di bonus, mentre le altre tre squadre sono partite da zero.
|  | Pos. | Squadra       | Pt | G | V | N | P | GF | GS | DR |
|  | ---- | ------------- | -- | - | - | - | - | -- | -- | -- |
|  | 1.   | Panathīnaïkos | 14 | 6 | 3 | 1 | 2 | 5  | 4  | +3 |
|  | 2.   | AEK Atene     | 9  | 6 | 3 | 0 | 3 | 7  | 5  | +2 |
|  | 3.   | Atromītos     | 8  | 6 | 2 | 2 | 2 | 6  | 6  | 0  |
|  | 4.   | PAOK          | 7  | 6 | 2 | 1 | 3 | 3  | 6  | -3 |

Legenda:

      Ammesso alla UEFA Champions League
      Ammesso alla UEFA Europa League
Note:

Tre punti a vittoria, uno a pareggio, zero a sconfitta.
Panathinaikos +4 punti

### Risultati
|               | AEK  | Atr  | Pat  | PAO  |
| ------------- | ---- | ---- | ---- | ---- |
| AEK Atene     | –––– | 3-2  | 2-0  | 2-0  |
| Atromitos     | 1-0  | –––– | 0-1  | 1-1  |
| Panathinaïkos | 1-0  | 1-1  | –––– | 2-0  |
| PAOK          | 1-0  | 0-1  | 1-0  | –––– |

### Verdetti
- Olympiakos Pireo campione di Grecia 2011-12 e qualificato alla UEFA Champions League
- Panathinaïkos qualificato alla UEFA Champions League
- AEK Atene, Atromitos e PAOK Salonicco qualificati alla UEFA Europa League
- Ergotelis, Panetolikos e Doxa Drama retrocesse in Football League

## Classifica marcatori
| Gol |  |  | Giocatore              | Squadra       |
| --- |  |  | ---------------------- | ------------- |
| 20  |  |  | Kevin Mirallas         | Olympiacos    |
| 17  |  |  | Konstantinos Mitroglou | Atromītos     |
| 15  |  |  | Sebastián Leto         | Panathīnaïkos |
| 12  |  |  | Stefanos Athanasiadīs  | PAOK          |
| 12  |  |  | Rafik Djebbour         | Olympiacos    |
| 11  |  |  | Nikos Liberopoulos     | AEK Atene     |
| 11  |  |  | Toché                  | Panathīnaïkos |
| 10  |  |  | Chumbinho              | Levadeiakos   |
| 10  |  |  | Njazi Kuqi             | Paniōnios     |
| 10  |  |  | Marko Pantelić         | Olympiacos    |
| 10  |  |  | Leonardo               | AEK Atene     |
| 9   |  |  | Marko Markovski        | Skoda Xanthī  |